# Arboretum Lohbrügge
Das Arboretum Lohbrügge ist eine rund zehn Hektar große Anlage des Johann Heinrich von Thünen-Instituts (früher der Bundesforschungsanstalt für Forst- und Holzwirtschaft) in Hamburg-Lohbrügge, um für Lehre und Forschung forst- und holzwirtschaftlich wichtige Baumarten aller Erdteile und Klimazonen bereitzustellen.
Das Arboretum wurde 1964 angelegt, wobei jedoch viele deutlich ältere Bäume zu finden sind, die von dem vorher dort gelegenen Gutshof stammen. Das Areal ist in verschiedene geographische Regionen eingeteilt. Im Südosten befindet sich ein baumkundlicher Lehrpfad.
Attraktionen des Arboretums sind Sumpfzypressen, die in den südöstlichen USA beheimatet sind, und Borstenkiefern, die an ihrem Naturstandort in den Hochlagen Colorados ein Alter von mehr als 4600 Jahren erreichen. Repräsentative Baumarten der Tropen und Subtropen stehen in einer Gewächshausanlage von etwa 700 m² Fläche. Außerdem ist ein Herbarium mit 3200 Arten vorhanden.